# 白紅白旗
白紅白旗（羅馬化：Byela-chyrvona-byely stsyah）是白俄羅斯歷史上曾經使用過的國旗，由縱橫比為1:2的白、紅、白三色條紋組成。
白色和紅色是白俄羅斯文化的特徵，例如白色基礎上添加紅色元素被認為是白俄羅斯裝飾品上最常用的顔色組合。白紅白旗可能是由柏康理亚紋章的紅白顔色發展而來。1514年，立陶宛大公國的軍隊於奧爾沙之戰中首次使用白紅旗，白俄羅斯人認為這是國家歷史上的一個重要事件。在19世紀末至20世紀初，白俄羅斯民族主義者積極使用白紅白的符號。例如，在俄羅斯帝國陸軍服役的白俄羅斯人開始佩戴白紅白的獨特袖章，以區分彼此；1909年至1912年期間，聖彼得堡的白俄羅斯學生用了白紅白顔色的絲帶以示對民族主義的支持。
白紅白旗於1918年由聖彼得堡理工大學的白俄羅斯學生杜日-杜舍夫斯基設計，此前白俄羅斯人長期認為自己的旗幟應該是與立陶宛人相同的白紅旗，杜日-杜舍夫斯基在參與聖彼得堡的白俄羅斯民族主義委員會期間設計了白紅白旗的草案，並迅速得到呼應。1918年白俄羅斯人民共和國成立後，將白紅白旗確定為國旗、柏康理亚徽章確定為國徽。然而在同一年該國被蘇俄佔領，其政府流亡海外，繼續以白紅白旗作為反抗蘇聯的象徵。在蘇德戰爭期間，納粹德國允許白俄羅斯民族主義者使用該旗幟，德意志國防軍和黨衛隊中的白俄羅斯志願者佩戴白紅白的臂章。
在1980年代末蘇聯的經濟改革中，白紅白旗成為白俄羅斯國家復興和尋求民主變革運動的象徵。1991年白俄羅斯獨立後採用白紅白旗作為國旗。盧卡申科成為白俄羅斯總統後，試圖恢復蘇聯的象徵。在1995年白俄羅斯公投中，白俄羅斯修改了國旗，將白紅白旗廢除。此後，白紅白旗成為反對盧卡申科政府的象徵。2020年白俄羅斯總統選舉期間，抗議者廣泛使用該旗幟。白俄羅斯政府宣佈該旗幟為非法，僅允許在政府授權的活動中展示，否則可能會遭逮捕或被罰款。
2021年5月，白俄羅斯內政部將白紅白旗定義為“納粹標誌”，禁止在游行、示威以及官方體育比賽期間展示此旗幟，理由是二戰期間支持納粹德國的白俄羅斯民族主義者曾使用此標誌。
在俄烏戰爭中，白俄羅斯反對派志願軍使用此旗幟作為象徵。

## 相似旗帜

白俄罗斯国旗（1918—1919）
白俄罗斯国旗（1991—1995）
大西洋省旗帜
布里勒市旗
贝尔拉勒市旗
恩斯赫德市旗
胡阿希內島旗帜
維什庫夫旗帜
登德尔蒙德市旗
比利纳市旗
白俄罗斯国旗草案
白俄罗斯海关署旗帜